# Marcelo Fromer
Marcelo Fromer (São Paulo, 3 de dezembro de 1961 — São Paulo, 13 de junho de 2001) foi um músico brasileiro, guitarrista da banda de pop-rock Titãs.

## Biografia
Aos 15 anos de idade, começou a ter aulas de violão com Luiz Tatit.
Mais tarde, no Colégio Equipe, Fromer participou da banda Trio Mamão, da qual também faziam parte os então futuros Titãs Branco Mello e Tony Bellotto. Mais tarde, com Sérgio Britto, André Jung, Arnaldo Antunes, Nando Reis e Paulo Miklos, forma o grupo Maldade, que depois mudaria de nome para Titãs do Iê Iê Iê.
Em sua casa, no início dos anos 1980, Marcelo reunia novos nomes da música de São Paulo para discutir a situação dessa classe trabalhadora, incluindo um valor mínimo para cachês e as condições dos locais de shows.
Entre outros trabalhos realizados estão uma coluna semanal com Nando sobre futebol no jornal Folha de S.Paulo, a coapresentação do programa 89 Gol da 89 FM A Rádio Rock com Walter Casagrande (1996-1997), a participação na cobertura da Copa do Mundo FIFA de 1998 do SporTV como comentarista e o livro gastronômico Você Tem Fome de Quê?, lançado em 1999. Fromer deixou inacabada uma biografia para Casagrande, que seria retomada a partir de 2008 por Gilvan Ribeiro e lançada em 2013.

### Cinema
Em 1985 atuou no filme Areias Escaldantes, um musical brasileiro.

## Morte

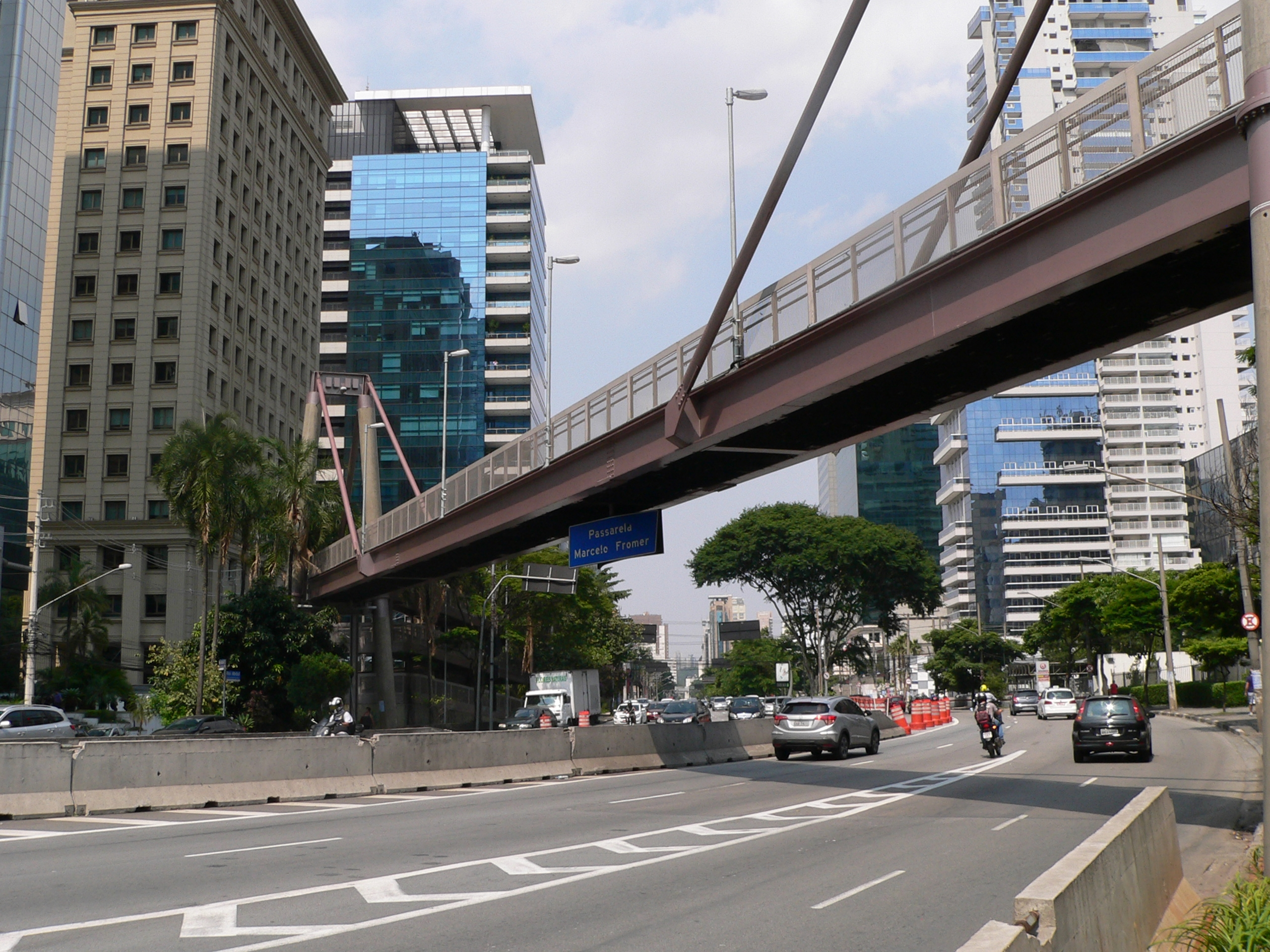
A passarela batizada com seu nome na Avenida Juscelino Kubitschek em São Paulo.

Morreu aos 39 anos, após ser atropelado pelo motoqueiro Erasmo Castro da Costa Júnior na noite do dia 11 de junho de 2001, sendo atingido pela moto quando atravessava a Avenida Europa, na altura do nº 229, em São Paulo; o motociclista prestou socorro mas fugiu após a chegada do resgate. Na época, a família de Fromer disse que as investigações caberiam ao Estado, pois se tratava de morte violenta com fuga do responsável, crime cuja apuração cabe à Polícia. Todos os órgãos de Marcelo Fromer foram doados por decisão da família. Em setembro do mesmo ano, uma passarela com o seu nome foi inaugurada na Avenida Juscelino Kubitschek, não muito longe do local de seu atropelamento. Três anos depois, uma rua no bairro de Santíssimo, no Rio de Janeiro, recebeu seu nome.

## Vida pessoal
Ao final dos anos 1980, tinha um relacionamento com a atriz Betty Gofman. Foi casado duas vezes, e deixou três filhos: Susi Locatelli Fromer, Alice Fromer e Max Fromer. Alice, que se tornou pedagoga, mais tarde cantaria com os Titãs em uma turnê de reunião entre 2023 e 2024.